# Luigi Negri (Politiker, 1879)
Luigi Negri (* 12. August 1879 in Tres; † 7. Juni 1957 in Mailand) war ein italienischer Politiker.

## Biographie
Negri wurde 1879 im Dorf Tres im Nonstal geboren, das damals zur Grafschaft Tirol und damit zu Österreich-Ungarn gehörte. Er absolvierte an der Universität Innsbruck ein Studium der Rechtswissenschaften und arbeitete anschließend als Beamter in der Statthalterei. In Innsbruck war er ein bekannter Exponent der italienischsprachigen Gemeinschaft. Nach Ausbruch des Ersten Weltkriegs wurde er von den österreichischen Behörden verhaftet und – wie zahlreiche andere Trentiner – im Internierungslager Katzenau gefangen gehalten. Nach einem Jahr konnte er dank einer Intervention von Alcide Degasperi zu seiner Familie ins Flüchtlingslager Braunau am Inn und noch vor Kriegsende nach Levico übersiedeln.
1918 kam Negri ins von italienischen Truppen besetzte Südtirol, wo er als Zivilverwalter der Stadt Meran eingesetzt wurde. Dieses Amt behielt er bis Anfang 1920. Anschließend war er in der internationalen Kommission tätig, die den exakten Verlauf der neuen italienisch-österreichischen Grenze festlegte. 1923 übernahm er den Posten des Generalsekretärs der Gemeinde Meran. Da er sein Amt nicht zur Zufriedenheit der faschistischen Machthaber ausübte, wurde er 1931 nach Assisi versetzt. Ende 1933 kehrte er jedoch nach Meran zurück, wo er nun im Bankwesen arbeitete.
Nach Ende des Zweiten Weltkriegs gehörte Negri zu den Gründern der Democrazia Cristiana in Meran. 1948 konnte er ein Mandat für den Regionalrat Trentino-Südtirol und damit gleichzeitig den Südtiroler Landtag erringen, das er bis 1952 innehatte. In der Regionalregierung war er von 1949 bis 1952 Assessor für Gemeindeabgrenzungen, Feuerwehrdienste sowie Anlegung und Führung der Grundbücher. Im Landtag diente er von 1948 bis 1950 als Vizepräsident und anschließend bis zum Ende der Legislaturperiode als Präsident. In der Folge vertrat er noch die DC im Meraner Gemeinderat, ehe er 1957 nach längerer Krankheit in einer Mailänder Klinik verstarb.